# 杜預小尾花介
杜預小尾花介（学名：Microcytherura duyüi）为尾花介科小尾花介屬下的一个种。